# Vchutemas

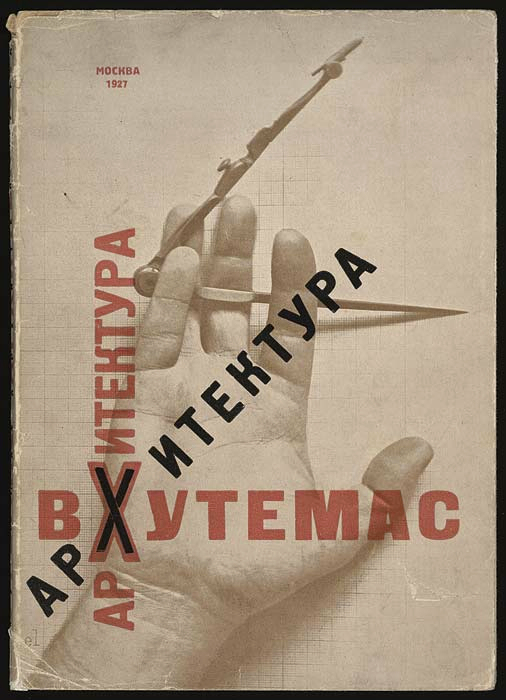
Arkitektur vid Vchutemas. Bokomslag av El Lisitskij, 1927.

Vchutemas (ryska: Вхутемас, akronym för Высшие художественно-технические мастерские, Vyssjije chudozjestvenno-technitjeskije masterskije; 'Högre konstnärlig-tekniska verkstäderna') var en avantgardistisk konstnärlig och teknisk skola grundad 1920 i Moskva.
Vid Vchutemas lärdes huvudsakligen måleri, skulptur och arkitektur ut. Ett av skolans mål var att skapa en funktionalistisk konstnärlig och arkitektonisk stil, inspirerad av maskinkulturen, som skulle spegla det industriella proletariatets roll i det socialistiska samhällsbygget efter oktoberrevolutionen 1917. Vchutemas spelade en betydande roll i konstruktivismens och suprematismens framväxt i Sovjetunionen, och har jämförts med tyska Bauhaus.
Bland de konstnärer som var verksamma vid skolan kan nämnas Alexandra Exter, El Lisitskij, Kazimir Malevitj, Aleksandr Rodtjenko och Vladimir Tatlin. 1928 omorganiserades Vchutemas som Vchutein (Вхутеин, akronym för Высший художественно-технический институт, Vyssjije chudozjestvenno-technitjeskije institut; 'Högre konstnärlig-tekniska institutet'), och 1930 lades skolan ner.